# Petrelaea mariae
Petrelaea mariae är en fjärilsart som beskrevs av De Nicéville 1895. Petrelaea mariae ingår i släktet Petrelaea och familjen juvelvingar. Inga underarter finns listade i Catalogue of Life.